# 東京JAP
東京JAP（とうきょうジャップ）とは、日本のロックバンドである。

## メンバー
- 実田薫 - ボーカル、リードギター

1961年4月3日生。休止後は真田カオルとして活動。歌手・タレントのプロデュースや楽曲提供も手がける。
- 立川利明 - ボーカル、リズムギター、リーダー

1959年12月20日生。近年になり真田と『KAO』を結成。また「有限会社テンライズ」を設立。1990年代前半までは俳優としても活動していた。
- ヤス赤坂 - ドラムス、活動後期はパーカッション

1959年11月25日生。本名は赤坂泰彦。活動休止後はラジオDJをメインに活躍。
- 山本倫和 - ベース

1960年7月23日生。
- 宇津木一典 - シンセサイザー

1961年2月2日生。
- オバリー佐藤 - ボーカル、シンセサイザー

1957年6月20日生。本名は佐藤幸雄。1984年頃に脱退。脱退後は俳優に転向し活躍も、後に引退。
- 黒田真澄 - ボーカル、ギター

1957年7月28日生。デビュー後まもなく脱退。

## 経歴
- ロックンロールミュージカル劇団「ミスタースリムカンパニー」のメンバーで結成される。
- 1982年、CBSソニーからアルバム「発」とシングル「ギブミー・チョコレート」でデビュー。同時期に黒田が脱退。
- 1983年、松任谷由実プロデュース演出のアルバム「東京JAP大作戦」発売・コンサートデビュー。
- 1984年、佐藤が脱退。
- 1984年、「摩天楼ブルース」がTBS系ドラマ『少女に何が起ったか』の主題歌としてヒットする。
- 1986年、活動休止。
- その後、赤坂はラジオDJに転向。立川、実田はバンド「KAO」を結成する。現在は赤坂と真田の所属事務所として「東京JAP」の名を残している。

## ディスコグラフィ
※　すべてCBSソニー（現・ソニー・ミュージックエンタテインメント）から発売。

### シングル
| 発売日         | 規格品番  | 面 | タイトル               | 作詞              | 作曲                  | 編曲               |
| -------------- | --------- | -- | ---------------------- | ----------------- | --------------------- | ------------------ |
| 1982年         | 07SH-1178 | A  | ギブミー・チョコレート | オバリー佐藤      | オバリー佐藤 永山季一 | 東京JAP            |
| 1982年         | 07SH-1178 | B  | JAP'S SHOUT            | 永山季一 立川利明 | 立川利明 実田薫       | 東京JAP            |
| 1983年         | 07SH-1254 | A  | Check Check Check      | 赤坂泰彦          | 赤坂泰彦 実田薫       | 津野ゴージ 東京JAP |
| 1983年         | 07SH-1254 | B  | おさえのきかないNIGHT  | オバリー佐藤      | 実田薫                | 津野ゴージ 東京JAP |
| 1983年         | 07SH-1296 | A  | 数秒ロマンス           | 康珍化            | 鈴木慶一              | 白井良明           |
| 1983年         | 07SH-1296 | B  | THE END                | 康珍化            | 鈴木慶一              | 白井良明           |
| 1983年         | 07SH-1392 | A  | ASIAN NIGHT            | 松任谷由実        | 立川利明              | 鈴木慶一 東京JAP   |
| 1983年         | 07SH-1392 | B  | イメージで愛してる     | 康珍化            | 立川利明              | 鈴木慶一 東京JAP   |
| 1984年10月21日 | 07SH-1575 | A  | 摩天楼ブルース         | 売野雅勇          | 筒美京平              | 船山基紀           |
| 1984年10月21日 | 07SH-1575 | B  | 上海外人倶楽部         | 売野雅勇          | 筒美京平              | 船山基紀           |
| 1985年6月5日   | 07SH-1646 | A  | 熱風ラプソディ         | 売野雅勇          | 筒美京平              | 船山基紀           |
| 1985年6月5日   | 07SH-1646 | B  | シーサイドエレジー     | 売野雅勇          | 筒美京平              | 船山基紀           |

### アルバム
| 発売日       | 規格 | 規格品番  | アルバム |
| ------------ | ---- | --------- | --- |
| 1982年       | LP   | 28AH-1453 | 発／HATSU Side:A 1. 恋のイカサマゲーム 2. 横田Oh!! ブロンディ 3. Highteen Mama 4. Give Me Chocolate 5. ワールド・シリーズ Side:B 1. Non Stop Paradise 2. That's R&R 3. ジャジャ馬ベイブ 4. 1から10までI Don't Like You 5. 黙恋 (シークレット・ラブ) 6. Jap's Shout                                                              |
| 1983年       | LP   | 23AH-1512 | JAP大作戦 ※ ライブ・アルバム ※ 構成・演出：松任谷由実 ※ 音楽監督：安藤まさひろ Side:A 1. BALL SHOW 2. ダイナマイト・サン 3. ぴぎぴぎ 4. 立入禁止 5. 黙恋（シークレット・ラブ） Side:B 1. ヴィンテージ・スタイル 2. おさえのきかないNIGHT 3. LADYしの 4. NON STOP PARADISE～ 5. THAT'S R&R～ 6. CHECK CHECK CHECK 7. JAP'S SHOUT |
| 1983年       | LP   | 28AH-1553 | 数秒ロマンス Side:A 1. イメージで愛してる 2. 数秒ロマンス 3. LADY シンドローマ 4. 通り過ぎた季節 5. ハレーション•ガール Side:B 1. Life Is Live 2. Asian Night 3. エンジェル•ノート 4. TIME チャイルド 5. The End |
| 1985年4月1日 | LP   | 28AH-1842 | TOKI色外人倶楽部 Side:A 1. 千夜のキャラバン（3:00） 2. Toki色 外人倶楽部（1:26） 3. 上海外人倶楽部（3:55） 4. 少女金星（3:14） 5. 摩天楼ブルース（4:19） Side:B 1. Last Chance（4:03） 2. Loose（4:03） 3. さらば愛しき女（4:33） 4. 茉莉花美人（4:19） 5. 傷だらけのスウィート・ジェニー（5:29）                               |
| 1995年3月8日 | CD   | SRCL-3156 | TOKI色外人倶楽部 Side:A 1. 千夜のキャラバン（3:00） 2. Toki色 外人倶楽部（1:26） 3. 上海外人倶楽部（3:55） 4. 少女金星（3:14） 5. 摩天楼ブルース（4:19） Side:B 1. Last Chance（4:03） 2. Loose（4:03） 3. さらば愛しき女（4:33） 4. 茉莉花美人（4:19） 5. 傷だらけのスウィート・ジェニー（5:29）                               |

## タイアップ一覧
| 使用年 | 曲名           | タイアップ                              |
| ------ | -------------- | --------------------------------------- |
| 1985年 | 摩天楼ブルース | TBS系ドラマ『少女に何が起ったか』主題歌 |

## 出演

### ラジオ
- 摩天楼倶楽部〜思い切り午前3時〜（1985年、TBSラジオ・土曜深夜）

### CM
- スズキ・マイティボーイ（1983年）